# 珀托斯
珀托斯（法語：Petosse，法語發音：[pətɔs]）是法国卢瓦尔河地区大区旺代省的一个市镇，位于该省东南部，属于丰特奈勒孔特区。

## 地理
珀托斯（46°28'50"N, 0°54'34"W）面积15.9 平方千米，位于法国卢瓦尔河地区大区旺代省，该省份为法国西部沿海省份，北起大西洋卢瓦尔省和曼恩-卢瓦尔省，西临大西洋，南至滨海夏朗德省，东部及东南部与德塞夫勒省接壤。
与珀托斯接壤的市镇（或旧市镇、城区）包括：莱默诺、勒朗贡、隆热沃、穆泽伊-圣马丹、普耶、塞里涅、旺代河畔欧谢。

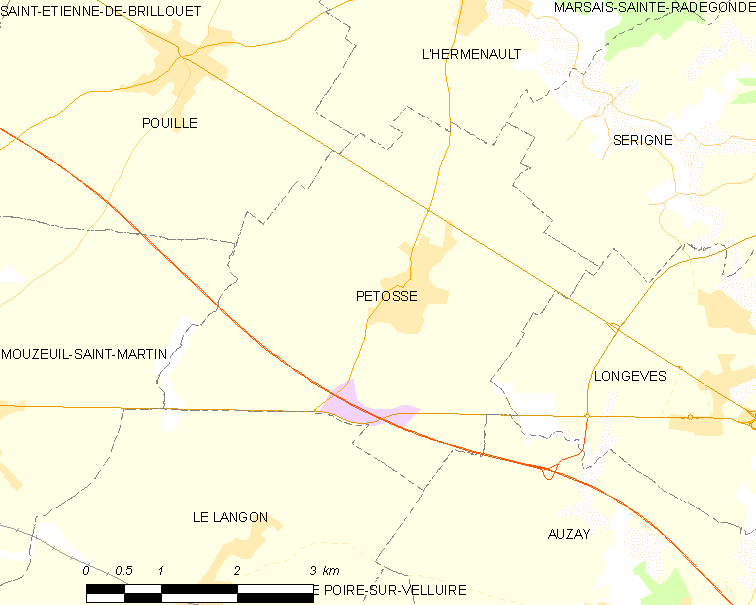
珀托斯的OSM定位图

珀托斯的时区为UTC+01:00、UTC+02:00（夏令时）。

## 行政
珀托斯的邮政编码为85570，INSEE市镇编码为85174。

## 政治
珀托斯所属的省级选区为拉沙泰涅赖县。

## 人口

1962-2008年间珀托斯人口变化图示

珀托斯于2022年1月1日时的人口数量为684人。